# Putování slepého hada za pravdou
Putování slepého hada za pravdou (v originálu Der Gang der blinden Schlange zur Wahrheit [v překladu Eriky Abrams Pochod slepého hada k pravdě]) je román napsaný Ladislavem Klímou v roce 1917, na jeho psaní se částečně podílel také Franz Böhler. Zajímavostí je, že na rozdíl od jiných Klímových děl bylo Putování psáno německy. Úplný český překlad vyšel teprve v roce 2002.
Jestliže se o Ladislavu Klímovi často říká, že je jedním z prvních průkopníků absurdní literatury v Evropě, pak tato kniha je toho krásným příkladem. Zmíníme-li se pak i o jeho filozofii, že svět je pro každého něco jiného, že svět je individuální a pro každého z nás je tvořen pouze našimi smysly a naší myslí, i potom je toto dílo věrným dokladem tohoto tvrzení. A v neposlední řadě, tvrdí-li někdo, že Ladislav Klíma, byl bohém, pijan, flákač a hédonista i z tohoto pohledu by Putování bez problémů obstálo.
Klíma začal psát svůj román, když pracoval ve fabrice v Praze 2, Klimentská 1172 jako jediný zaměstnanec firmy Tabak-Ersatz-Manufaktur, na pozici hlídače. Podnik se zabýval výrobou tabákových náhražek z jahodového a bukového listí, neboť tabák byl v době první světové války nedostatkovým zbožím. Firma však po roce provozu, podle Klímových slov, vykazovala velké ztráty a zkrachovala. Majitelem tohoto podniku byl jeho přítel a taktéž bohém Franz Böhler. Má se za to, že Putování bylo sepsáno během Klímovy pracovní doby, kdy se místo aby pracoval (k čemuž neměl nikdy pozitivní vztah) oddával společně s Böhlerem alkoholu.
Kniha nese prvky expresionismu, ale místy se setkáváme s náznaky surrealismu, dokonce i dadaismu. V celém románu se hojně vyskytují expresivní, někdy až vulgární výrazy.

## Děj
Děj je v podstatě jednoduchý. Vše se odehrává v mravenčím království Všivácie, rozprostírající se mezi „mořem“ Zambezi a obrovskými termitištěmi. Vládcem tohoto království je neustále opilý monarcha-tyran jehož jediným cílem je dobytí celého mravenčího světa, avšak jeho pozice je vratká a neustále podlamována jeho našeptávači a patolízaly. Druhým hrdinou, dá-li se to tak vůbec říci, je slepý had, který se jednoho dne přiřítí do mravenčího království, podle jeho vlastních slov v honu za olověným měďákem, bivaginální sliznicí a modrým psem. Celá kniha se poté točí kolem spolupráce mravenčího krále a slepého hada a peripetií, které z vzešlé situace vyvstanou. Král totiž prozřetelně hadovi - filozofovi slíbí dostat vše, co hledá výměnou za vojenskou pomoc, při dobytí celého světa, a následně, jakmile vyvstane potřeba, i k vyvraždění všech jeho rádců (chtělo by se říci zrádců) a případných následníků trůnu.
Příběh nakonec skončí paradoxně vítězstvím chlípného krále, který na konci triumfálně dovršuje po vybití všech nepřátel svou vládu hesly „Z divadel uděláme arény, z tiskáren palírny kořalky, já vám dám kulturu, vy bestie mravenčí!"

## Filozofie
Důležitější než děj však zde jsou Klímovy ideje promítané do činů a slov románových postav. V putování slepého hada za jeho vytouženými chimérami můžeme spatřovat za prvé jakousi marnost veškerého lidského snažení a za druhé také absurditu všech údajných vyšších pravd o našem bytí. V jednání mravenčího krále zase jasně vidíme jednak kritiku konformní části společnosti honící se za tradičními materiálními hodnotami a za druhé konkrétněji parodii Habsburské monarchie. Nakonec téměř ve všech dialozích poznáváme ozvuky Klímovy ideje o čistě subjektivním náhledu na svět a nesmyslnosti byť jen náznaku po hledání jakékoli objektivní pravdy.